# Маму (регіон)
Маму (фр. Mamou) — регіон в центральній частині Гвінеї.
- Адміністративний центр — Маму.
- Площа — 17 074 км², населення — 797 800 чоловік (2009 рік).

## Географія
На заході межує з регіоном Кіндіа, на півночі з регіоном Лабе, на сході з регіоном Фарана, на півдні з державою Сьєрра-Леоне.
Географічно провінція Маму входить в гірський район Фута-Джаллон.

## Адміністративний поділ
Адміністративно провінція поділяється на 3 префектури:
- Далаба
- Маму
- Піта